# Alycia Debnam-Carey
Pour les articles homonymes, voir Carey.
Alycia Jasmin Debnam-Carey, née le 20 juillet 1993 à Sydney, est une actrice et réalisatrice  australienne. Elle est principalement connue pour ses rôles dans les séries à succès Les 100 où elle joue Lexa et Fear the Walking Dead où elle interprète Alicia Clark.
Alycia Debnam-Carey a également joué dans les films Black Storm, Where the Devil Hides ou encore Friend Request, et est apparue dans des séries australiennes telles que McLeod's Daughters, Dream Life ou Next Stop Hollywood.

## Biographie

### Jeunesse
Alycia Debnam-Carey est la fille de la scénariste de télévision Leone Carey et de Jeff Debnam. Elle a un petit frère appelé Angus. Elle a grandi à Sydney et est diplômée de la Newtown High School of the Performing Arts en 2011, où elle était percussionniste. En 2010, en partenariat avec l'Orchestre philharmonique de Berlin, elle et une quarantaine de musiciens ont travaillé ensemble à la composition d'une pièce lors d'un programme de deux semaines. Dans sa dernière année d'école, Alycia Debnam-Carey a également reçu le prix du Premier ministre pour avoir reçu plus de 90 points dans 6 matières.

### 2003-2012: Débuts d'actrice
Alycia Debnam-Carey a commencé à jouer à l'âge de 8 ans. En 2003, elle est la co-vedette dans téléfilm Martha's New Coat. Plus tard, elle fait une apparition dans la série dramatique australienne Mc Leod's Daughters. En 2008, elle apparaît dans le téléfilm Dream Life et le court-métrage Jigsaw Girl. Alycia joue également dans les courts-métrages At the Tattooist et The Branch. En 2010, elle est la co-vedette dans la série Résistance mais le pilot reste invendu. Cette même-année, elle fait une apparition dans la série Dance Academy.

### 2012-2013: Los Angeles etNext Stop Hollywood
Alycia Debnam-Carey a commencé à faire sa marque à Hollywood à l'âge de 18 ans, quand elle a voyage aux États-Unis pour la première fois. Elle devient la plus jeune membre dans Next Stop Hollywood, un documentaire en six parties qui a suivi six acteurs australiens durant leurs auditions pour des séries américaines. Sa mère, Leone Carey, scénariste, a accompagné Alycia durant son voyage.
Deux semaines après son arrivée à Hollywood, Alycia Debnam-Carey auditionne pour le rôle de Carrie Bradshaw pour la nouvelle série The Carrie Diaries et passe une audition pour un film indépendant, un thriller qui se déroule dans la communauté Amish. Deux semaines plus tard, Alycia fait partie des têtes de liste pour The Carrie Diaries et se voit offrir son premier rôle principal dans un long métrage, Where the Devil Hides, alors connu sous le nom The Occult. La semaine suivante, elle quitte Hollywood pour rencontrer le réalisateur au Canada. Lors de sa sixième et dernière semaine à Hollywood, Alycia commence à tourner Where the Devil Hides en Caroline du Nord. Alycia Debnam-Carey perd le rôle de Carrie dans The Carrie Diaries au profit de l'actrice AnnaSophia Robb. Le documentaire Next Stop Hollywood a été diffusé en 2013 sur ABC1 en Australie.
Pendant son séjour à Los Angeles, Alycia Debnam-Carey est finaliste pour la bourse Heath Ledger, une bourse qui a pour but d’aider certains acteurs australiens à tenter leur chance à Hollywood.

### Depuis 2014: la percée,Les 100etFear the Walking Dead

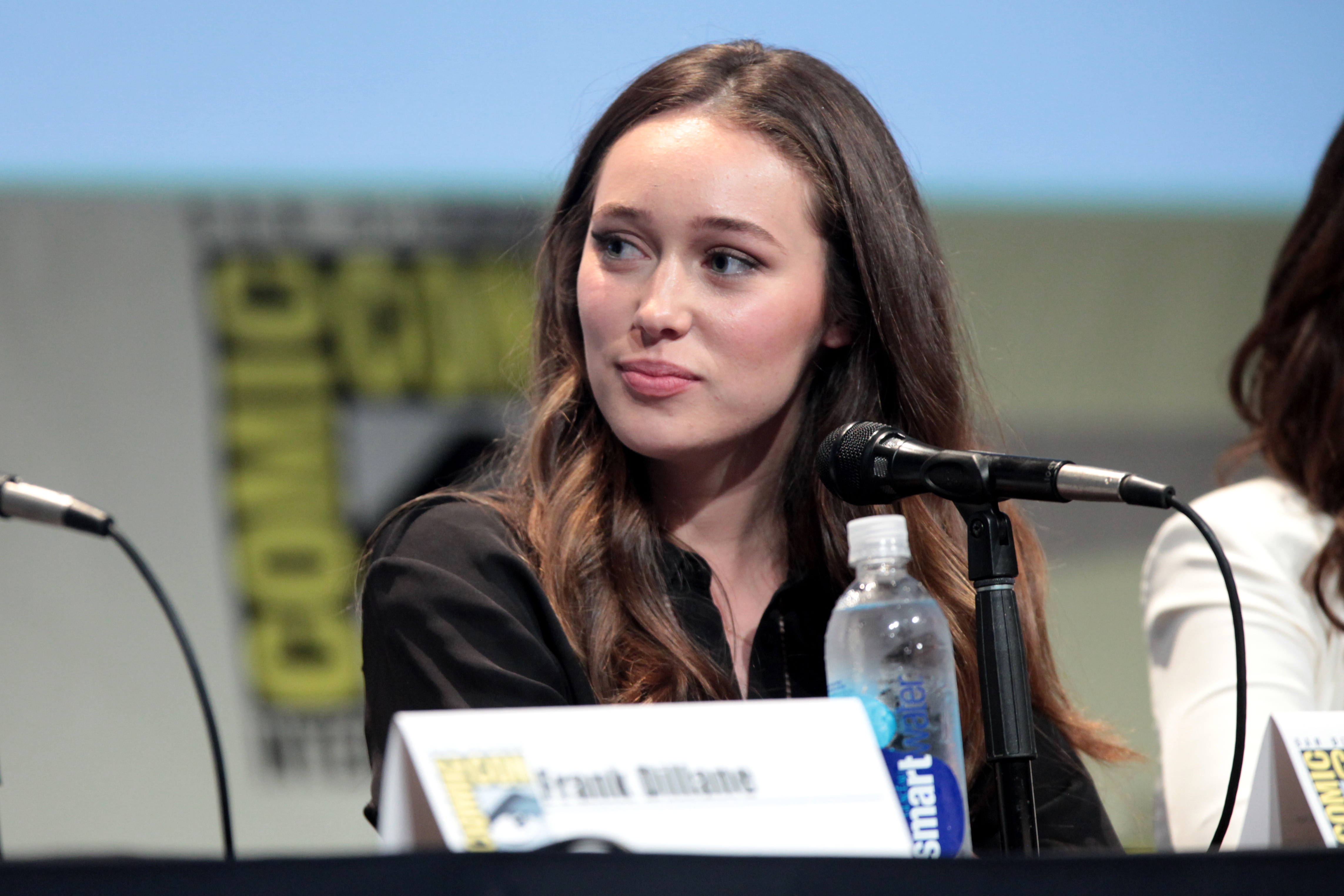
Alycia Debnam-Carey au Comic Con de San Diego en 2015.

En 2014, Alycia Debnam-Carey obtient un second rôle dans le film de catastrophe américain, Black Storm. À la suite de Where the Devil Hides, elle incarne un rôle dans le pilote de la série appelée Galyntine pour AMC, mais la chaîne choisit de ne pas retenir ce pilote. La jeune actrice fait également une apparition dans Made in Hollywood la même année.
Alycia Debnam-Carey est retenue pour un rôle dans la saison 2 de la série de CW, Les 100. Sa première apparition se fait dans l'épisode 6. Alycia incarne le commandant Lexa, la puissante chef de douze clans. Elle devient rapidement un personnage très apprécié par de nombreux fans, dont la communauté LGBT. Au Comic-Con de San Diego en 2015, le créateur des 100, Jason Rothenberg confirme que le rôle d'Alycia sera récurrent lors de la saison 3.
En décembre 2014, les quatre premiers rôles principaux de la série Fear the Walking Dead (série dérivée de l'univers de The Walking Dead) sont présentés et Alycia est annoncée pour le rôle d'Alicia Clark. Le tournage de la première saison commence le 11 mai 2015, à Vancouver. La diffusion de Fear the Walking Dead a débuté le 23 août 2015 et est déjà commandé pour deux saisons. Le 16 avril 2016, la chaine AMC a annoncé qu'une troisième saison de 16 épisodes sortirait en 2017.
Alycia obtient par la suite le rôle principal de Laura Woodson dans le thriller allemand Friend Request, initialement nommé Unfriend. Le film a été initialement prévu pour être distribué en 2015, mais sortira finalement en Allemagne le 7 janvier 2016.
Le 19 octobre 2017, il a été annoncé que Alycia avait été choisie pour un thriller policier, A Violent Separation. Elle y joue Frances Campbell, la jeune sœur de la victime. Le film est sorti en mai 2019.

## Filmographie

### Cinéma

#### Longs métrages
- 2003 : Martha's New Coat de Rachel Ward : Elsie
- 2014 : Black Storm de Steven Quale : Kaitlyn
- 2014 : Where the Devil Hides de Christian E. Christiansen : Mary
- 2016 : Friend Request de Simon Verhoeven : Laura Woodson
- 2017 : Liked de Marja-Lewis Ryan : Roxy
- 2019 : A Violent Separation (en) : Frances Campbell
- 2024 : Jeu intérieur de Greg Jardin : Nikki

#### Courts métrages
- 2008 : Jigsaw Girl de Lucas Testro : Caitlyn
- 2010 : At the Tattooist de Sophie Miller : Jane
- 2011 : The Branch de Julietta Boscolo

### Télévision

#### Séries télévisées
- 2006 : Le Ranch des McLeod (McLeod's Daughters) : Chloe Sanderson (épisode 12, saison 6)
- 2008 : Resistance : Genevieve "Gen" Leone (1 épisode)
- 2010 : Dance Academy : Mia (épisode 6, saison 1)
- 2014 - 2020 : Les 100 : Lexa (récurrente saisons 2 et 3, invitée saison 7 - 16 épisodes)
- 2015 - 2022 : Fear the Walking Dead : Alicia Clark (73 épisodes)
- 2023 : Saint X : Claire/Emily Thomas
- 2023 : Les Fleurs Sauvages : Alice Hart
- 2025 : Apple Cider Vinegar : Milla Blake

#### Téléfilms
- 2008 : Dream Life de Scott Otto Anderson : Cassie
- 2014 : Galyntine de Gregory Nicotero : Essyn

## Prix et nominations
| Année | Prix                      | Catégorie                                                           | Show nommé            | Résultat   | Source(s) |
| ----- | ------------------------- | ------------------------------------------------------------------- | --------------------- | ---------- | --------- |
| 2015  | MTV Fandom Awards         | Ship de l'année (partagé avec Eliza Taylor)                         | Les 100               | Finaliste  | [ 14 ]    |
| 2015  | E! Online Awards          | Meilleur baiser (partagé avec Eliza Taylor)\|                       | Les 100               | Lauréat    | [ 15 ]    |
| 2015  | E! Online Awards          | Meilleure Guest Star                                                | Les 100               | Lauréat    | [ 15 ]    |
| 2015  | E! Online Awards          | Meilleur distribution sur les médias sociaux (partagé avec le cast) | Les 100               | Finaliste  | [ 15 ]    |
| 2016  | MTV Fandom Awards         | Fan Freakout de l'année                                             | Les 100               | Lauréat    | [ 16 ]    |
| 2016  | MTV Fandom Awards         | Ship de l'année (partagé avec Eliza Taylor)                         | Les 100               | Finaliste  | [ 14 ]    |
| 2016  | MTV Fandom Awards         | Meilleur Fandom (partagé avec le cast)                              | Les 100               | Nomination | [ 14 ]    |
| 2016  | E! Online TV Scoop Awards | L'étoile montante                                                   | Fear the Walking Dead | Lauréat    | [ 17 ]    |
| 2017  | Saturn Awards             | Meilleure actrice plus jeune dans une série télévisée               | Fear the Walking Dead | Nomination | [ 18 ]    |
| 2018  | Saturn Awards             | Meilleure actrice plus jeune dans une série télévisée               | Fear the Walking Dead | Nomination | [ 19 ]    |

## Voix françaises
- Anouck Hautbois dans : 
  - Fear the Walking Dead (série télévisée)
  - Friend Request
  - Apple Cider Vinegar (série télévisée)

Et aussi
- Olivia Luccioni dans Black Storm[20]
- Sandra Valentin dans Les 100[20] (série télévisée)
- Chloé Berthier dans Les Fleurs sauvages[20] (série télévisée)
- Séverine Cayron dans Saint X (série télévisée)